# Tomás Antonio Sánchez
Tomás Antonio Sánchez de Uribe (Ruiseñada, Cantabria, 14 de marzo de 1725 - Madrid, 12 de marzo de 1802) fue un escritor, medievalista, lexicógrafo y editor español.

## Biografía
Aunque de familia humilde, unos paisanos pudientes lo albergaron en Sevilla mientras estudió allí Humanidades, ampliando sus conocimientos de Lenguas Clásicas y de Súmulas con los jesuitas en el Colegio de San Hermenegildo de Sevilla (1742-1745). Siguió la carrera eclesiástica y fue colegial en el Imperial trilingüe de San Jerónimo de la Universidad de Salamanca, donde incorporó los tres cursos en Sevilla y aprobó simultáneamente cinco cursos de Teología y cuatro de Hebreo (20 de julio de 1745).
Fue además catedrático de Regencia de Artes y de la Real Academia de Buenas Letras de Sevilla y magistral de la Colegiata de Santillana del Mar, aunque en 1771 renunció a este puesto por ser incompatible con su cargo de bibliotecario en la Biblioteca Real, de la que fue director durante algún tiempo, en el cual se ocupó en la edición de la Biblioteca Hispana Nova de Nicolás Antonio, impresa en 1788. 
Perteneció a la Real Academia de la Historia (1757) y la Real Academia Española (1763); en esta última se ocupó de las correspondencias latinas del Diccionario desde 1772 hasta su muerte en 1802; asimismo, divulgó por primera vez y con rigor filológico, notas y glosarios de algunos de los textos medievales literarios castellanos más relevantes en su Colección de poesías castellanas anteriores al siglo XV: el Libro de Alexandre con el título Poema de Alejando Magno (1782); las obras de Gonzalo de Berceo (1780); el Cantar de mio Cid, que debe su reconocimiento popular a la primera publicación de Tomás Antonio en 1779; y el Libro de buen amor del arcipreste de Hita, impreso bajo el título de Poesías en 1790. La obra consta, pues, de cuatro volúmenes en octavo mayor dedicados, respectivamente, al Poema del Cid (precedido de "Noticias para la vida del primer marqués de Santillana" y su Carta al Condestable de Portugal), a las obras de Berceo, al Libro de Alexandre y a la obra del arcipreste de Hita. Quedó inédito el quinto, dedicado al Rimado de Palacio de Pero López de Ayala. El proyecto fue retomado ya en el siglo XIX por Pedro José Pidal y por Florencio Janer. 
La edición del Cantar de mio Cid supuso la primera edición de un cantar de gesta medieval, anticipándose en medio siglo a las posteriores francesas. Al respecto inició una polémica a propósito de la Crónica del Cid con Rafael de Floranes, plasmada en dos opúsculos estudiados por Marcelino Menéndez Pelayo. En cuanto al texto mismo, el editor procedió con un inaudito rigor crítico para la época; sin puntos de referencia precisos en literatura comparada, sin datos filológicos e interpretativos, el montañés ilustra el cantar desde la valoración de su importancia literaria hasta la reconstrucción de versos, desde la métrica hasta la posible autoría, iniciando así con su intuición una gramática histórica que no se afianzaría como disciplina científica hasta un siglo más tarde. Compara el Poema con el resto de las canciones, tradiciones y crónicas que conocía para sacar unas conclusiones en una tarea de verdadero investigador. 
En cuanto a la del Libro de Buen Amor, es sin duda la edición más floja, pues sus escrúpulos de clérigo le hicieron omitir numerosos pasajes. En cuanto a la edición en 1788 de la Bibliotheca Hispania Nova, de Nicolás Antonio, la pudo realizar en colaboración con Rafael Casalbón y Juan Antonio Pellicer. 
Antonio Sánchez también es autor de un Catálogo de los abades de la Insigne y Real Iglesia Colegiata de Santillana (1743) y de un par de textos satíricos.
El primero es la Carta de Paracuellos, escrita por don Fernando Pérez a un sobrino que se hallaba en peligro de ser autor de un libro  (Madrid, 1789); en ella ironiza sobre los más comunes vicios y pedanterías de la literatura de su tiempo y, amante de la vieja escolástica, expone en una nota su escepticismo respecto a los métodos de las ciencias experimentales, sin darse cuenta de que eran precisamente aquellas las que con tan excelente y fructífero juicio aplicaba a sus investigaciones históricas y filológicas. El envidioso satírico Juan Pablo Forner le replicó en su famosa Carta de Bartolo, el sobrino de don Fernando Pérez, tercianario de Paracuellos, al editor de la carta de su tío (Madrid, 1790); en este opúsculo argumentó Forner contra la física de Aristóteles que defendía Sánchez, y aprovechó la ocasión, que nunca perdía, para atacarle en lo que constituía su mayor gloria, la edición de textos literarios primitivos del castellano, carentes de toda importancia para la arbitraria mentalidad del extremeño, quien lo llama "comentador de antiguallas", "editor de vejeces y coplillas de los Cancioneros de la era de Bernardo del Carpio" después de calificar al Cantar de mio Cid de "viejo cartapelón en loor de las bragas del Cid"; sin embargo, Sempere y Guarinos se dio cuenta de que "el señor Sánchez no es un mero colector o centonista, como otros muchos que quieren enriquecerse y acreditarse a costa del trabajo ajeno. Todas las poesías de su Colección están ilustradas con observaciones y juiciosas conjeturas acerca de sus autores, del tiempo que se escribieron, sobre el asunto de ellas, metro y demás puntos pertenecientes a nuestra historia literaria, añadiendo al fin Índices de las palabras y frases anticuadas y obscuras, sumamente útiles tanto para la inteligencia de las mismas Poesías, como para aumentar y perfeccionar el Diccionario de la lengua castellana". En consecuencia, Tomás Antonio Sánchez posee además un sitio eminente entre los lexicógrafos del español antiguo. El segundo es Carta familiar al doctor don Joseph Berní y Catalá... enviásela de Burlada, pueblo de Navarra, el bachiller don Pedro Fernández, así como de un interesante epistolario familiar que aporta datos biográficos.

## Obras
- Censura a la Disertación de don Cándido María Trigueros Lara y Luján sobre la inscripción hebrea (leída en Academia Sevillana de Buenas Letras, ms. 1772)
- Explicación o aclaración de algunos puntos de su Disertación anterior, ms. (1772)
- Carta familiar al Dr. D. Josef Berní y Catalá... sobre la disertación que escribió en defensa del Rey D. Pedro el Justiciero, 1778
- “Elogio histórico de D. Vicente Gutiérrez de los Ríos” (1779), en Memorias Literarias de la Real Academia Sevillana de Buenas Letras, II, 1843, págs. 195-209;
- Catálogo de los abades de la Insigne y Real Iglesia Colegiata de Santillana (1743)
- Traducción y explicación del epitafio hebreo del sepulcro del Santo Rey Don Fernando III, 1752, discurso impreso en Memorias literarias de la Real Academia Sevillana de Buenas Letras (1773).
- Colección de poesías castellanas anteriores al siglo XV, 1779-1790, 4 vols. en octavo mayor
  - Cantar de mio Cid (1779)
  - Obras de Gonzalo de Berceo (1780)
  - Libro de Alexandre con el título Poema de Alejando Magno (1782)
  - Libro de buen amor (1790).
- Carta de Paracuellos, escrita por don Fernando Pérez a un sobrino que se hallaba en peligro de ser autor de un libro (Madrid, 1789)
- Carta familiar al doctor don Joseph Berní y Catalá... enviásela de Burlada, pueblo de Navarra, el bachiller don Pedro Fernández
- Epistolario